# Lowana Planitia
Lowana Planitia is een laagvlakte op de planeet Venus. Lowana Planitia werd in 1997 genoemd naar Lowana, een personage uit de Australische Aboriginals-mythologie.
De laagvlakte heeft een diameter van 2700 kilometer en bevindt zich in het quadrangle Meskhent Tessera (V-3).